# Information Gathering Satellite
Information Gathering Satellite (яп. 情報収集衛星 Дзё:хо: Сю:сю: Эйсэй, «собирающий информацию спутник») — японская государственная программа запуска разведывательных спутников. Главной целью программы является раннее выявление угрозы ракетных запусков. Инициирована в 1998 году в ответ на испытательный запуск Северной Кореей баллистической ракеты, которая пролетела над территорией Японии. На тот момент Япония покупала спутниковые снимки у США и Франции и не имела информации о выполненном запуске, пока об этом не сообщили американские военные структуры. В целях обеспечения независимости в получении спутниковой информации, было принято решение о создании собственной спутниковой группировки из 4 аппаратов двух разных типов: двух с оптическими инструментами, для съёмки в светлое время суток, и двух с радарными установками на базе технологии радиолокационного синтезирования апертуры, позволяющими делать снимки ночью и при плохих метеоусловиях. Стоимость разработки обошлась в 250 млрд йен. Производством спутников занимается компания Mitsubishi Electric. Подробные технические характеристики спутников являются секретными, но известно, что первое поколение оптических спутников позволяло выполнять снимки поверхности Земли с пространственным разрешением до 1 м, а радарных спутников — до нескольких метров.

## История
Первая пара спутников, по одному каждого типа, официально именуемых IGS-1A и IGS-1B, была запущена на орбиту 486 × 491 км с наклонением 97,3° ракетой-носителем «H-IIA» 28 марта 2003 года. Во время запуска второй пары аппаратов, произошла авария ракеты-носителя, не позволившая вывести спутники на орбиту. Ракета была уничтожена по команде с земли на 11-й минуте полёта.
Следующий оптический спутник, IGS-3A, была запущен только 11 сентября 2006 года.
24 февраля 2007 года были запущены ещё два аппарата, третий оптический спутник IGS-4A (прототип нового поколения) и второй радарный спутник IGS-4B, который позволил завершить создание группировки из 4 спутников.
Месяц спустя, 27 марта 2007, было сообщено, что запущенный первым радарный спутник вышел из строя из-за проблем с электропитанием. Спутник постепенно сошёл с орбиты и разрушился при в входе в атмосферу 26 июля 2012 года.
Четвёртый оптический спутник IGS-5A, с лучшим разрешением, чем предшественники, запущен 28 ноября 2009 года.
Летом 2010 года, радарный спутник IGS-4B вышел из строя по не озвученным причинам, он сгорел в атмосфере в ноябре 2013 года.
Пятый оптический спутник, IGS-6A, аппарат четвёртого поколения с пространственным разрешением до 60 см, и третий радарный спутник IGS-7A, запущены в сентябре и декабре 2011 года соответственно.
27 января 2013 года очередная пара, четвёртый радарный спутник, аппарат третьего поколения IGS-8A, и оптический спутник IGS-8B, прототип пятого поколения, выведены на орбиту высотой 513 км. Впоследствии IGS-8B опустился на орбиту высотой 427 км.
1 февраля 2015 был запущен радарный спутник для орбитального резерва, IGS-9A, также называемый IGS-Radar Spare.
Спутник пятого поколения IGS-Optical 5, с разрешением лучше 50 см, был запущен 26 марта 2015 года.
Спутник IGS-Optical 7, с разрешением лучше 30 см, был запущен 9 февраля 2020 года.
Спутник IGS-Optical 8, с разрешением лучше 25 см, был запущен 12 января 2024 года.

## Список спутников
| Дата запуска (UTC) | Ракета- носитель | Спутник         | Обозначение NORAD | Поколение аппарата | NSSDC ID  | SCD   | Статус           |
| ------------------ | ---------------- | --------------- | ----------------- | ------------------ | --------- | ----- | ---------------- |
| 28 марта 2003      | H-IIA 2024       | IGS-Optical 1   | IGS 1A            | первое             | 2003-009A | 27698 | не используется  |
| 28 марта 2003      | H-IIA 2024       | IGS-Radar 1     | IGS 1B            | первое             | 2003-009B | 27699 | не используется  |
| 29 ноября 2003     | H-IIA 2024       | IGS-Optical 2   |                   | первое             |           |       | Неудачный запуск |
| 29 ноября 2003     | H-IIA 2024       | IGS-Radar 2     |                   | первое             |           |       | Неудачный запуск |
| 11 сентября 2006   | H-IIA 202        | IGS-Optical 2   | IGS 3A            | второе             | 2006-037A | 29393 | не используется  |
| 24 февраля 2007    | H-IIA 2024       | IGS-Optical 3V  | IGS 4A            | третье             | 2007-005A | 30586 | не используется  |
| 24 февраля 2007    | H-IIA 2024       | IGS-Radar 2     | IGS 4B            | второе             | 2007-005B | 30587 | не используется  |
| 28 ноября 2009     | H-IIA 202        | IGS-Optical 3   | IGS 5A            | третье             | 2009-066A | 36104 | не используется  |
| 22 сентября 2011   | H-IIA 202        | IGS-Optical 4   | IGS 6A            | четвёртое          | 2011-050A | 37813 | действующий      |
| 12 декабря 2011    | H-IIA 202        | IGS-Radar 3     | IGS 7A            | третье             | 2011-075A | 37954 | действующий      |
| 27 января 2013     | H-IIA 202        | IGS-Radar 4     | IGS 8A            | третье             | 2013-002A | 39061 | действующий      |
| 27 января 2013     | H-IIA 202        | IGS-Optical 5V  | IGS 8B            | пятое              | 2013-002B | 39062 | не используется  |
| 1 февраля 2015     | H-IIA 202        | IGS-Radar Spare | IGS 9A            | третье             | 2015-004A | 40381 | действующий      |
| 26 марта 2015      | H-IIA 202        | IGS-Optical 5   | IGS OPTICAL 5     | пятое              | 2015-015A | 40538 | действующий      |
| 17 марта 2017      | H-IIA 202        | IGS-Radar 5     | IGS RADAR-5       | четвёртое          | 2017-015A | 42072 | действующий      |
| 27 февраля 2018    | H-IIA 202        | IGS-Optical 6   | IGS O-6           |                    | 2018-021A | 43223 | действующий      |
| 12 июня 2018       | H-IIA 202        | IGS-Radar 6     | IGS R-6           |                    | 2018-052A | 43495 | действующий      |
| 9 февраля 2020     | H-IIA 202        | IGS-Optical 7   | IGS O-7           |                    | 2020-009A | 45165 | действующий      |
| 29 ноября 2020     | H-IIA 202        | JDRS-1          | LUCAS （JDRS-1）  |                    | 2020-089A | 47202 | действующий      |
| 26 января 2023     | H-IIA 202        | IGS-Radar 7     | IGS R-7           |                    | 2023-012A | 55329 | действующий      |
| 12 января 2024     | H-IIA 202        | IGS-Optical 8   | IGS O-8           |                    | 2024-010A | 58762 | действующий      |
| 26 сентября 2024   | H-IIA 202        | IGS-Radar 8     | IGS R-8           |                    | 2024-176A | 61439 | действующий      |